# Arlecchinata
L'Arlecchinata è un intermezzo comico in un atto composto da Antonio Salieri su libretto di Lorenzo Da Ponte, presente nel IV atto del dramma tragicomico Axur, Re d'Ormus, rappresentato nel 1788. Successivamente, nel 1958, la revisione ed elaborazione dell'intermezzo viene curata da Cesare Brero; nello stesso anno si svolge la prima rappresentazione di tale versione, avvenuta a Montevideo in Uruguay.

## Trama
In cambio di due anelli, Colombina ha promesso di sposare sia Brighella sia Arlecchino. Scoperto l'imbroglio, i due amanti vogliono spiegazioni da Colombina. Quest'ultima propone, allora, di fare un gioco: Brighella e Arlecchino saranno bendati, il primo che riuscirà ad abbracciarla sarà suo marito. Mentre i due cercano di afferrarla, Colombina si traveste da strega e si fa prendere da entrambi che, improvvisamente, non mostrano più interesse nei suoi confronti. Spogliatasi dal travestimento, Colombina dichiara che né Brighella né tantomeno Arlecchino l'avrà in sposa, in quanto innamorati solo del suo aspetto fisico.